# Chihlimbarul de Buzău
Chihlimbarul de Buzău este o arie protejată de interes național aflată în zona Carpaților de Curbură – ce corespunde categoriei a III-a IUCN (rezervație naturală de tip geologic și paleontologic), situată în județul Buzău pe teritoriul administrativ al comunei Colți.

## Caracteristici

### Localizare
Aria rezervației are o suprafață de 2,52 hectare și se află în partea nord-vestică a județului Buzău, la poalele Masivului Ivănețu la o altitudine de 500-600 m, în nord-estul satului Colți, lângă drumul județean ce leagă localitatea Colți de satul Aluniș. Accesul se face pe DN10 Buzău-Întorsura Buzăului pană la Pătârlagele, apoi dreapta spre Colți și ulterior pe DC71 spre Aluniș.
Arealul corespunde doar celui mai bogat perimetru ambrifer din zonă („Strâmba – Comarnici”), totalul acestora fiind în număr de 7.

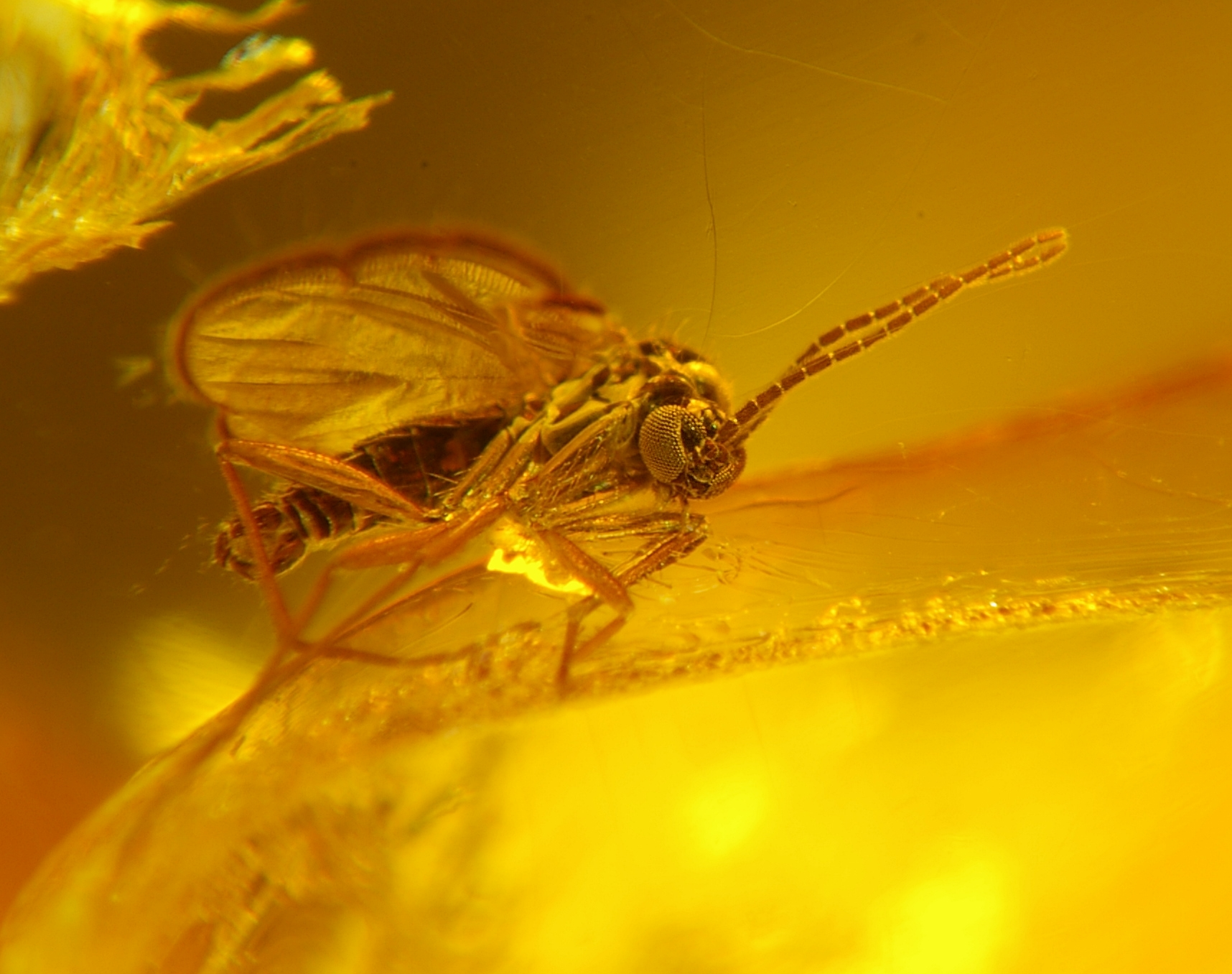
Insectă fosilă conservată în chihlimbar

### Descriere
La nivelul ariei protejate în stratele dezvelite sau în sol, s-au descoperit roci de chihlimbar (ambră galbenă) cu o valoare deosebită atât din punct de vedere calitativ, cât și prin cele peste 160 de culori și nuanțe de culori predominant închise, de la roșu la negru. Unele dintre acestea au un bogat conținut de resturi fosile de arahnide, coleoptere, diptere, crustacee, miriapode sau hymenoptere, (micro)lepidoptere, reptile, pene de păsări, peri de animale. Pe teritoriul protejat se află fosta mină ambriferă Strâmba, cunoscută ca fiind una dintre cele mai productive.

## Istorie
Inițial chihlimbarul era colectat din aluviunile pâraielor, ca element remaniat în urma proceselor  de alterare-dezagregare. Prima atestare documentară legată de chihlimbar – în zonă, revine în 1578 lui Mihnea Vodă, care a oferit împreună cu soața sa bisericii din Aluniș o danie ce cuprindea și o ușă încrustată cu bucăți de chihlimbar. Mai târziu în 1837 străbătând văile Sibiciului și Boului, contele rus Demidov consemnează primele date despre chihlimbarul local. 
Primele exploatări (sub formă rudimentară) au apărut între anii 1828-1834, primele ateliere de prelucrare au apărut la mijlocul secolului al XIX-lea și, exploatarea amplă și organizată în prima jumătate a secolului XX (pusă în valoare de inginerul Dumitru Grigorescu între 1902 - 1937). Ultimele tentative de exploatare industrială au fost consemnate în intervalele 1947 – 1950 și 1980 – 1983.
Prin Legea Nr.5 din 6 martie 2000 (privind aprobarea Planului de amenajare a teritoriului național - Secțiunea a III-a - zone protejate), rezervația Chihlimbarul de Buzăua fost declararată arie protejată.

## Repere

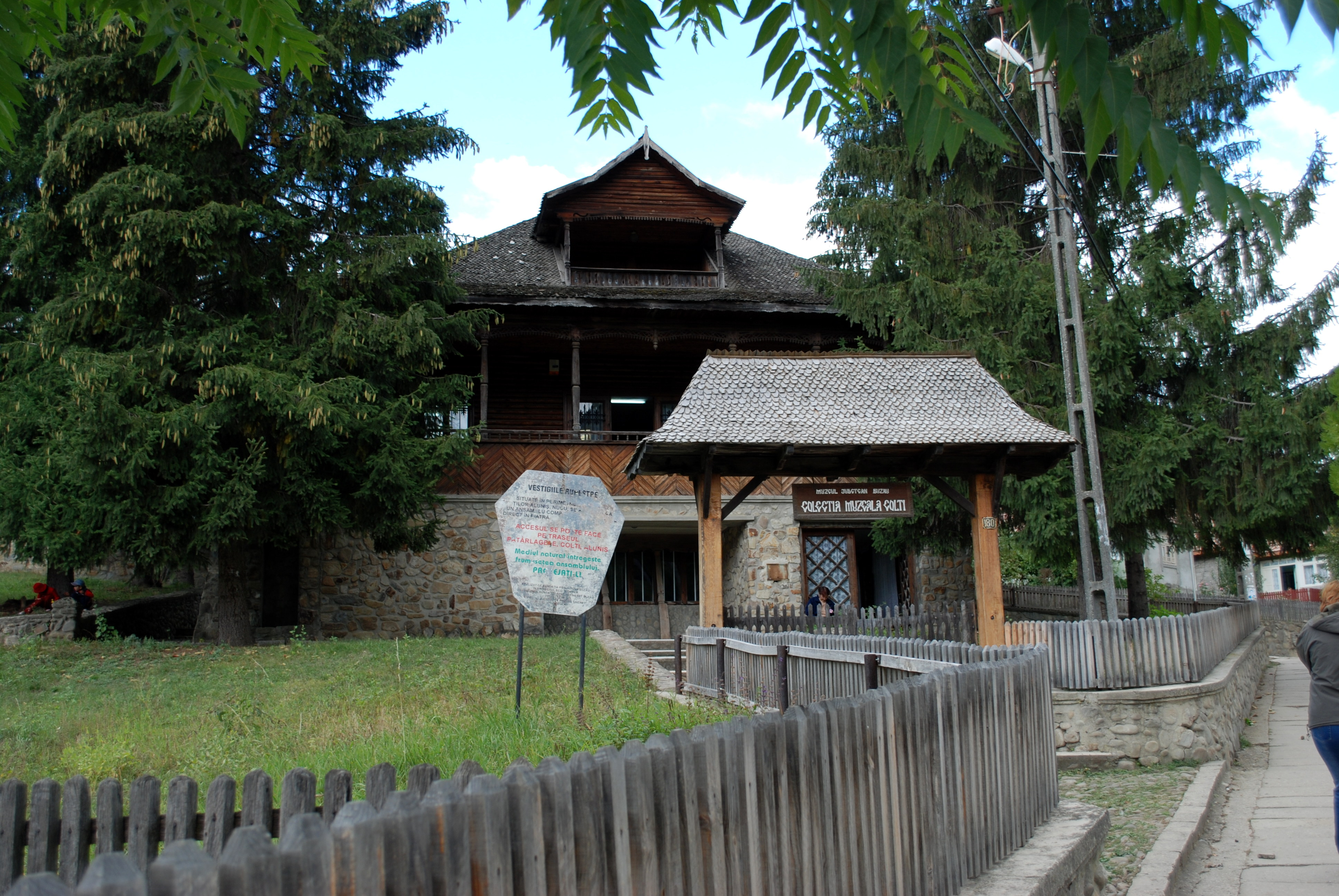
Muzeul Chihlimbarului din satul Colți

### Recoltarea și prelucrarea chihlimbarului (documentar cinematografic)
În 1939 regizorul Eftimie Vasilescu, ajuns la Colți, face un film documentar despre recoltarea și tehnologiile de prelucrare a chihlimbarului din acestă zonă.

### Colecția muzeală Colți
În 1979 Muzeul Județean Buzău începe achiziționarea din comuna Colți a unor obiecte de chihlimbar și etnografice – reunite sub numele de Colecția muzeală Colți, astfel că la 14 iunie 1980 deschide o expoziție cu peste 270 de piese brute și prelucrate, dintre care cea mai mare are 3,45 kg.. La Colți au fost duse într-o casă intitulată „Muzeul Chihlimbarului” – construită în stil popular în anii 1973 - 1974, o parte dintre exponate. O mină folosită în scopuri exclusiv turistice, a fost săpată lângă muzeu.

### Atelierul de prelucrare a chihlimbarului din Colți
La Muzeul Civilizației Populare Tradiționale „ASTRA” din Dumbrava Sibiului, a fost reconstruită  și dată în circuit (2008) o gospodărie reprezentativă pentru prelucrarea chihlimbarului, din satul Aluniș, comuna Colți, județul Buzău Aceasta are 2 niveluri: parterul construit din piatră de râu) și etajul (din bârne de brad solzite și tencuite), care adăpostește un atelier de epocă. La atelier se ajunge prin intermediul unei scări ce dă într-o prispă ornamentată, de unde se intră într-o tindă centrală și de aici în cele două camere. Atelierul este dotat pe lângă strungul acționat cu pedală, cu un polizor cu curea, unelte pentru prelucrat chihlimbarul, bucăți de rocă cu filoane de chihlimbar și alte elemente. Ușile – de lemn de brad, păstrează feroneria originală. Accesul la casă se face printr-o poartă mare cu elemente traforate.

## Literatură suplimentară
- Prestigiu și Putere. Obiecte de podoabă nemetalice din muzeele românești, cu un studiu arheometric pentru determinarea originii mărgelelor de chihlimbar; Proiectul de cercetare ROMANIT (2007-2010); Conducător de proiect - Muzeul Național de Istorie a României accesat 2013.01.19
- Frunzescu, Dumitru; Brănoiu, Gheorghe; Monografia geologică a bazinului râului Buzău; Ed. Universității din Ploiești; Ploiești; 2004; ISBN 973-7965-03-5; pp. 247-289 (Cap. 3.5: Chihlimbarul și alte resurse gemologice din bazinul râului Buzău)